# Thủy chiến Tonlé Sap
Thủy chiến Tonlé Sap hay Chiến tranh Khmer – Panduranga (tiếng Pháp: Bataille de Tonlé Sap, tiếng Khmer: សមរភូមិទន្លេសាប) là một biến cố ngắn diễn ra trong năm 1177, được ký ức hóa ở di tích Angkor Wat và nhiều văn bia Champa.  Sự kiện này tuy chỉ gây tác động xấu nhất thời cho nền văn hóa Angkor nhưng khơi mào cho giai đoạn lụi tàn của nó.

## Nguyên nhân
Trong thời kỳ đỉnh thịnh suốt thế kỷ X đến XII, chủ trương của triều đình Kampuchea là vun bồi nền văn hóa của mình, đồng thời tận lực mở rộng cương vực ra toàn khu vực Trung-Ấn. Vì thế, các thành quốc trù phú ở duyên hải Nam Trung Bộ là một trong những đích đến của người Kampuchea.
Kể từ năm 967, quốc gia Champa đã hoàn toàn phân rã; dải đất nay là Nam Trung Bộ lại trở thành chế độ phong kiến với 5 tiểu quốc tự trị, trong đó, Vijaya có vai trò như lĩnh tụ của không gian Champa, các tiểu quốc còn lại phải phụng cống xưng thần. Tuy khối Champa chỉ gồm những lãnh địa nhỏ yếu, nhưng cuộc sống rất phát đạt nhờ quảng đại giao thương. Theo ký sự của nhiều khách trú Trung Hoa hoặc Ấn Độ, người Champa luôn ưa thích phục sức bằng vàng ròng, thậm chí thường may lẫn vàng vào áo quần. Vì lẽ đó, dường như người Champa phải trả giá đắt cho chính sự thịnh vượng của mình.
Kampuchea dưới sự cai trị của Suryavarman II đạt tới tột đỉnh huy hoàng. Ngôi đền đồ sộ nhất của kinh đô Angkor được xây dựng trong 37 năm: Angkor Wat, là nơi thờ thần Vishnu. Ông đã xâm chiếm đến nơi hiện nay là cực Bắc Lào, phía Tây thôn tính được vương quốc Haripunjaya (nay là Trung phần Thái Lan) và một khu vực phía viễn Tây vốn thuộc vương quốc Pagan, phía Nam lấn đến vương quốc Grahi (nay là tỉnh Nakhon Si Thammarat của Thái Lan), phía Đông lấn dần rồi đô hộ tất cả các tiểu quốc Champa.

## Diễn biến
Không còn nhiều ký ức được lưu lại về quãng thời gian đô hộ của Kampuchea, nhưng việc bị tước đoạt quyền tự trị đã khiến người Champa tức giận. Từ cực Nam, vị lãnh chúa có tước hiệu Po Klong Garai (lên ngôi vào năm 1167) đã triệu tập những tì tướng đáng tin cẩn nhất của mình, kín đáo chuẩn bị cho một cuộc phản kháng. Điều mà ông trù liệu ban sơ chỉ là thừa cơ hội Vijaya suy yếu để cắt đứt mối quan hệ bất bình đẳng với thành quốc này; nhưng thành công quá chóng vánh trước những ứng phó kém cỏi của Vijaya và cả đạo quân chiếm đóng Kampuchea đã khiến Po Klong Garai cho rằng, đây là thời cơ hi hữu để Panduranga vươn lên thống trị khối Champa. Muốn vậy, Po Klong Garai phải gây dựng uy tín thông qua việc đương đầu với địch thủ truyền kiếp của người Champa - tức là triều đình Kampuchea - dù thực tế là chế độ bảo hộ không lấy gì làm khắc nghiệt.
Sự may mắn đạt được của Po Klong Garai là khi người Kampuchea mải miết hoàn tất đại công trình Angkor Wat cùng hàng loạt đền đài trong khu vực Angkor, triều đình đắm chìm trong hoan tiệc hoặc những cuộc tranh vị đẫm máu. Các toán quân của Po Klong Garai bí mật men theo con nước triền sông Mekong để tiến vào các khu vực cư trú của người Kampuchea, khoảng cách ngắn từ Panduranga sang tới Angkor cũng là một thuận lợi tiếp theo cho Po Klong Garai.
Trong một thời điểm chưa rõ vào năm 1177, lần đầu tiên người Champa đụng độ đế quốc Kampuchea ngay trên lãnh thổ Kampuchea. Lực lượng thủy quân tinh nhuệ từ Panduranga gặp phải một đạo quân mỏi mệt ít thao luyện của Kampuchea, đã gây ra một cuộc chiến kinh hoàng ở lưu vực hồ Tonlé Sap. Bản thân vua Tribhuvanadityavarman:120:120:163–164,166:163–164,166 bị giết nơi trận tiền khiến đội ngũ rối loạn, nhiều thuyền bè tự húc vào nhau rồi chìm, số còn sống sót thì tháo chạy ngược về Yaśodharapura. Po Klong Garai thừa thắng đã hạ lệnh toàn quân ruổi thuyền lên tận Siem Reap, quan trấn thủ tại đây cũng vứt thành mà chạy. Sự kiện này được mô tả rõ rệt trên những bức tường Bayon và Banteay Chhmar.
Quân đoàn Panduranga dễ dàng tiến vào được kinh đô Yaśodharapura. Po Klong Garai bỏ mặc cho binh sĩ thỏa thuê cướp bóc, chém giết và hiếp dâm với lý do trả đũa cho thời kỳ bị Kampouchea áp bức. Hầu hết khu vực Yaśodharapura, cùng với Angkor Wat bị quân Panduranga đốt phá tan hoang, mãi đến khi Jayavarman VII cởi được ách đô hộ của người Champa thì đại công trình này mới dần được phục hồi. Trong mấy năm sau sự biến hồ Tonlé Sap, Kampouchea mất phần lớn quyền tự trị, trở thành đối tượng bị chiếm đóng và áp bức tàn tệ. Từ địa vị kẻ chống ách đô hộ, Panduranga đã trở thành thế lực xâm lược.

## Kết quả
Mặc dù sự kiện thủy chiến Tonlé Sap cùng với cuộc tàn phá kinh đô Yaśodharapura không trực tiếp hoặc ngay lập tức làm sút giảm nền văn hóa Kampouchea, nhưng nó khiến Kampouchea đánh mất uy thế trước chư hầu và tạm thời đánh dấu kết cho những cuộc tranh vị nơi vương đình. Đối với Champa, đây là điều kiện thuận lợi cho sự tái thống nhất sau hai thế kỷ phân rã, tuy rằng hình thái phong kiến vẫn được bảo trì. Từ lúc này, nền văn hóa Champa dời hẳn trọng tâm tới lãnh địa Panduranga, đồng thời đưa Po Klong Garai lên địa vị lĩnh tụ của toàn khối.
Nhưng để giành được phần thắng, cũng như duy trì sự đô hộ Kampouchea, Panduranga phải gánh quá nhiều hao tổn. Bởi vậy, vào năm 1190, Jayavarman VII (lên ngôi năm 1181) nhờ sự trợ lực của Vidyanandana (vương tử Vijaya, vốn bất mãn với uy thế của Panduranga) đã quật khởi phản kháng được đạo quân chiếm đóng Panduranga, vốn đã trở nên suy nhược trong thời gian quá dài lưu trú ở Kampouchea. Chẳng những thế, Jayavarman VII đuổi được tới tận lãnh thổ Champa, qua đó khối Champa lại thành phiên thuộc của Kampuchea, nhưng chỉ qua hình thức cống nạp chứ không có quy chế đóng quân như trước. Từ thời điểm này, Kampouchea không còn khả năng gây ảnh hưởng đến các tiểu quốc Champa nữa.
Về phần Po Klong Garai, ông vẫn được các đấu thủ kiêng dè và nể trọng, đối với các tiểu quốc Po Klong Garai còn lại thì Panduranga tồn tại tương đối độc lập suốt gần một thế kỷ. Trong giai đoạn trị vì sau, Po Klong Garai lo củng cố ưu thế của Panduranga bằng việc thi hành nhiều chính sách an dân, nhất là dựng các công trình thủy lợi lớn để cải tạo nông nghiệp, trình độ của quân lực cũng liên tục được tăng cường để giữ vững lãnh địa. Nhờ thế, cả Kampouchea và Vijaya không tìm được bất cứ kẽ hở nào để trả đũa.

## Phong hóa
Lễ hội đua ghe ngo vốn đã được biên chép từ rất lâu trong lịch sử Kampouchea cũng như nhiều quốc gia lân cận. Trên các bức tường tại kinh đô Angkor xây dựng từ thế kỷ 12 đã có tạc cảnh của lễ hội đua ghe rất rõ ràng. Theo các sử liệu còn lưu trong Viện Phật học Campuchia, ngay từ thời vua Jayavarman VII ở thế kỷ XII ở kỷ nguyên Angkor rực rỡ, người Khmer được cho là đã thắng lợi oanh liệt trong thủy chiến Tonlé Sap với nước láng giềng Champa. Chiến thắng này (khoảng sau các năm 1177-1181) giải phóng lĩnh thổ bị chiếm đóng cho người Khmer và bắt đầu thời kỳ hòa bình lâu dài cho vương quốc. Tương truyền, để kỉ niệm chiến thắng này, hàng năm lễ hội đua ghe được tiến hành một cách tưng bừng trên khắp đất nước. Trên các bức tường của thành Bayon tại Angkor, người ta đã tìm thấy những hình ảnh khắc trên đá mô tả thủy quân Khmer với vua Jayavarman VII dũng cảm đang cầm một ngọn giáo và cung tên đứng trên thuyền vua.

## Liên kết
1. ↑  Golzio 2021, tr. 29.
2. ↑  The Bayon bas-relief depicts a battle on the Tonlé Sap lake, Angkor Thom
3. ↑  Tom St John Gray, Angkor Wat: Temple of Boom Lưu trữ ngày 17 tháng 3 năm 2013 tại Wayback Machine, World Archeology, 7 November 2011.
4. ↑  Richard Stone, Divining Angkor Lưu trữ ngày 29 tháng 5 năm 2013 tại Wayback Machine, National Geographic, July 2009.
5. ↑  "Climate change killed ancient city". Australian Associated Press. ngày 14 tháng 3 năm 2007. Bản gốc lưu trữ ngày 16 tháng 1 năm 2008. Truy cập ngày 12 tháng 11 năm 2009 – qua News AU.
6. ↑  Nelson, Andy (ngày 10 tháng 11 năm 2009). "The secret life of ancient trees". Christian Science Monitor. Bản gốc lưu trữ ngày 12 tháng 11 năm 2009. Truy cập ngày 12 tháng 11 năm 2009.
7. 1 2  Higham, C., 2001, The Civilization of Angkor, London: Weidenfeld & Nicolson, ISBN 9781842125847
8. 1 2  Coedès, George (1968). Walter F. Vella (biên tập). The Indianized States of Southeast Asia. trans.Susan Brown Cowing. University of Hawaii Press. ISBN 978-0-8248-0368-1.
9. ↑  Sau trở thành Jaya Indravarman V của Vijaya.

### Tư liệu
- Angkor Wat: Its Layout, Architecture nnd Components
- Multimedia Resources of Angkor Wat March 2023
- Angkor Wat and Angkor photo gallery by Jaroslav Poncar May 2010
- Buckley, Michael (1998). Vietnam, Cambodia and Laos Handbook. Avalon Travel Publications. Online excerpt The Churning of the Ocean of Milk retrieved 25 July 2005